# Curetis ribbei
Curetis ribbei är en fjärilsart som beskrevs av Johannes Karl Max Röber 1886. Curetis ribbei ingår i släktet Curetis och familjen juvelvingar. Inga underarter finns listade i Catalogue of Life.